# Галфи, Далма
Далма Галфи (венг. Gálfi Dalma; род. 13 августа 1998, Веспрем) — венгерская профессиональная теннисистка.
Победительница двух юниорских турниров Большого шлема: в одиночном разряде (Открытый чемпионат США-2015) и в парном разряде (Уимблдон-2015); бывшая перва ракетка мира в юниорском рейтинге ITF (2015).

## Спортивная карьера
В профессиональных теннисных соревнованиях дебютировала в мае 2013 года, приняв участие в турнире ITF, в Трнаве. Она выступила там благодаря wild card, предоставленной организаторами, но выбыла в первом раунде, проиграв Дарье Гавриловой. На её счету, на начало 2023 года, девять выигранных турниров в одиночном разряде и десять в парном разряде ITF.
В 2014 году она вышла в финал Уимблдона в женском юниорском парном разряде, в котором в паре с Мари Боузковой проиграла паре Тами Гренде и Е Цю. Год спустя они с Фанни Штоллар одержали победу в женском юниорском парном турнире на Уимблдоне, победив 6:3, 6:2 Веру Лапко и Терезу Михаликову. В том же году она победила на юниорском Открытом чемпионате США, победив Софию Кенин в финале.
В одиночном разряде WTA тура она дебютировала в 2016 году на турнире WTA International Series в Хертогенбосе, на травяном покрытии. Там она получила wild card в основную сетку турнира. Проиграла в первом же матче Евгении Родиной 4:6, 4:6.

### 2022—2024
В 2022 году она вышла в финал одиночного турнира WTA 125 в Контрексевиле, в котором проиграла 4:6, 6:1, 6:7(4) Саре Эррани.
На Открытом чемпионате США по теннису 2022 года она неожиданно дошла до третьего раунда, по ходу переиграв испанку Нурию Парризас Диас и британку Хэрриет Дарт, но уступила Веронике Кудерметовой.
В середине июня 2024 года дошла до полуфинала одиночного разряда турнира WTA-250 в Хертогенбосе (Нидерланды), где она проиграла канадке Бьянке Андрееску со счётом: 4-6, 2-6.

## Рейтинг на конец года
| Год  | Одиночный рейтинг | Парный рейтинг |
| 2023 | 136               | 387            |
| 2022 | 85                | 139            |
| 2021 | 122               | 191            |
| 2020 | 221               | 175            |
| 2019 | 252               | 229            |
| 2018 | 296               | 240            |
| 2017 | 170               | 406            |
| 2016 | 272               | 266            |
| 2015 | 313               | 430            |
| 2014 | 1073              | 933            |